# 64.ª edición de los Premios Grammy
La 64.ª edición de los Premios Grammy se llevó a cabo el 3 de abril de 2022 en el MGM Grand Garden Arena en Las Vegas. Las nominaciones fueron anunciadas el 23 de noviembre de 2021 por un acto precedido por Harvey Mason Jr., con la participación de Tayla Parx, Jon Batiste, Carly Pearce, H.E.R., Måneskin, Finneas, Tammy Hurt, Nate Bargatze, Gayle King, BTS y Billie Eilish.
En un principio la ceremonia se llevaría a cabo el 31 de enero de 2022 en el Crypto.com Arena en la ciudad de Los Ángeles, sin embargo se pospuso tras el resurgimiento de una nueva ola de infecciones de COVID-19, principalmente atribuida a la propagación de la variante ómicron a nivel mundial.

## Categorías generales

### Grabación del año
| Premio | Nominaciones |
| --- | --- |
| - «Leave the Door Open» - Silk Sonic - Ingeniería/mezcla: Serban Ghenea, John Hanes y Charles Moniz - Ingeniería de masterización: Randy Merrill - Producción: D'Mile y Bruno Mars | - «I Still Have Faith in You» - ABBA - Ingeniería/mezcla: Benny Andersson y Bernard Löhr - Ingeniería de masterización: Björn Engelmann - Producción: Benny Andersson y Björn Ulvaeus - «Freedom» - Jon Batiste - Ingeniería/mezcla: Russ Elevado, Kizzo y Manny Marroquin - Ingeniería de masterización: Michelle Mancini - Producción: Jon Batiste, DJ Khalil, Kizzo y Autumn Rowe - «I Get a Kick Out of You» - Tony Bennett y Lady Gaga - Ingeniería/mezcla: Dae Bennett y Josh Coleman - Ingeniería de masterización: Greg Calbi y Steve Fallone - Producción: Dae Bennett - «Peaches» - Justin Bieber - Colaboración: Daniel Caesar y Giveon - Ingeniería/mezcla: Josh Gudwin y Andrew Watt - Ingeniería de masterización: Colin Leonard - Producción: Louis Bell, Josh Gudwin, HARV, Shndo y Andrew Watt - «Right on Time» - Brandi Carlile - Ingeniería/mezcla: Brandon Bell y Tom Elmhirst - Ingeniería de masterización: Pete Lyman - Producción: Dave Cobb y Shooter Jennings - «Kiss Me More» - Doja Cat - Colaboración: SZA - Ingeniería/mezcla: Rob Bisel, Serban Ghenea, Rian Lewis y Joe Visciano - Ingeniería de masterización: Mike Bozzi - Producción: Rogét Chahayed, tizhimself y Yeti Beats - «Happier Than Ever» - Billie Eilish - Ingeniería/mezcla: Billie Eilish, FINNEAS y Rob Kinelski - Ingeniería de masterización: Dave Kutch - Producción: FINNEAS - «Montero (Call Me by Your Name)» - Lil Nas X - Ingeniería/mezcla: Denzel Baptiste, Serban Ghenea, John Hanes y Roy Lenzo - Ingeniería de masterización: Chris Gehringer - Producción: Omer Fedi, Roy Lenzo y Take A Daytrip - «Drivers License» - Olivia Rodrigo - Ingeniería/mezcla: Mitch McCarthy y Daniel Nigro - Ingeniería de masterización: Randy Merrill - Producción: Daniel Nigro |

### Álbum del año
| Ganador | Nominaciones |
| --- | --- |
| - We Are - Jon Batiste - Colaboración: Craig Adams, David Gauthier, Braedon Gautier, Brennon Gautier, Gospel Soul Children Choir, Hot 8 Brass Band, PJ Morton, Autumn Rowe, Zadie Smith, St. Augustine High School Marching 100 y Trombone Shorty - Composición: Andrae Alexander, Troy Andrews, Jon Batiste, Zach Cooper, Vic Dimotsis, Eric Frederic, Kizzo, Sunny Levine, Steve McEwan, PJ Morton, Autumn Rowe y Mavis Staples - Ingeniería/mezcla: Jon Batiste, Russ Elevado, Mischa Kachkachishvili, Kizzo, Joseph Lorge, Manny Marroquin, Ken Oriole, David Pimentel, Ricky Reed, Jaclyn Sanchez, Matt Vertere, Marc Whitmore y Alex Williams - Ingeniería de masterización: Michelle Mancini - Producción: Jon Batiste, Mikey Freedom Hart, DJ Khalil, King Garbage, Kizzo, Sunny Levine, Nate Mercereau, David Pimentel, Ricky Reed, Autumn Rowe, Jahaan Sweet y Nick Waterhouse | - We Are - Jon Batiste - Colaboración: Craig Adams, David Gauthier, Braedon Gautier, Brennon Gautier, Gospel Soul Children Choir, Hot 8 Brass Band, PJ Morton, Autumn Rowe, Zadie Smith, St. Augustine High School Marching 100 y Trombone Shorty - Composición: Andrae Alexander, Troy Andrews, Jon Batiste, Zach Cooper, Vic Dimotsis, Eric Frederic, Kizzo, Sunny Levine, Steve McEwan, PJ Morton, Autumn Rowe y Mavis Staples - Ingeniería/mezcla: Jon Batiste, Russ Elevado, Mischa Kachkachishvili, Kizzo, Joseph Lorge, Manny Marroquin, Ken Oriole, David Pimentel, Ricky Reed, Jaclyn Sanchez, Matt Vertere, Marc Whitmore y Alex Williams - Ingeniería de masterización: Michelle Mancini - Producción: Jon Batiste, Mikey Freedom Hart, DJ Khalil, King Garbage, Kizzo, Sunny Levine, Nate Mercereau, David Pimentel, Ricky Reed, Autumn Rowe, Jahaan Sweet y Nick Waterhouse - Love for Sale - Tony Bennett y Lady Gaga - Ingeniería/mezcla: Dae Bennett, Josh Coleman y Billy Cumella - Ingeniería de masterización: Greg Calbi y Steve Fallone - Producción: Dae Bennett - Justice (Triple Chucks Deluxe) - Justin Bieber - Colaboración: BEAM, benny blanco, Burna Boy, Daniel Caesar, Chance The Rapper, DaBaby, Dominic Fike, Giveon, Jaden, Tori Kelly, Khalid, The Kid Laroi, Lil Uzi Vert y Quavo - Composición: Amy Allen, Delacey (Brittany Amaradio), Louis Bell, Jonathan Bellion, Chancelor Johnathon Bennett, Justin Bieber, David Bowden, Jason Boyd, Scott Braun, Tommy Lee Brown, Valentin Brunn, Kevin Carbo, Kenneth Coby, Kevin Coby, Raul Cubina, Jordan Douglas, Giveon Dezmann Evans, Jason Evigan, Dominic David Fike, Kameron Glasper, Jacob Greenspan, Josh Gudwin, James Gutch, Scott Harris, Bernard Harvey, Leah Haywood, Gregory Aldae Hein, Marvin Hemmings, Jeffrey Howard, Alexander Izquierdo, Daniel James, Jace Logan Jennings, Rodney Jerkins, Jordan K. Johnson, Stefan Johnson, Anthony M. Jones, Antonio Kearney, Charlton Kenneth, Joe Khajadourian, Felisha "Fury" King, Jonathan Lyndale Kirk, Matthew Sean Leon, Benjamin Levin, Marcus Lomax, Quavious Keyate Marshall, Luis Manuel Martinez Jr., Sonny Moore, Finneas O'Connell, Jorgen Odegard, Damini Ebunoluwa Ogulu, Tayla Parx, Oliver Peterhof, Whitney Phillips, Michael Pollack, Khalid Donnel Robinson, Ilya Salmanzadeh, Alex Schwartz, Tia Scola, Aaron Simmonds, Ashton Simmonds, Gian Stone, Ali Tamposi, Ryan Tedder, Tyshane Thompson, Jake Torrey, Billy Walsh, Freddy Wexler, Symere Woods, Andrew Wotman, Rami Yacoub, Keavan Yazdani, Bigram Zayas e Ido Zmishlany - Ingeniería/mezcla: Cory Bice, benny blanco, Kevin "Capi" Carbo, Edwin Diaz, DJ Durel, Dreamlab, FINNEAS, Josh Gudwin, Sam Holland, Daniel James, Antonio Kearney, Denis Kosiak, Paul LaMalfa, Jeremy Lertola, Devin Nakao, Chris "TEK" O'Ryan, Andres Osorio, Micah Pettit y Benjamin Thomas - Ingeniería de masterización: Colin Leonard - Producción: Amy Allen, Louis Bell, Jon Bellion, Justin Bieber, benny blanco, BMW Kenny, Capi, Dreamlab, Dvlp, Jason Evigan, FINNEAS, The Futuristics, German, Josh Gudwin, Jimmie Gutch, HARV, Marvin "Tony" Hemmings, Ilya, Rodney "Darkchild" Jerkins, Stefan Johnson, KCdaproducer, Denis Kosiak, The Monsters & Strangerz, Jorgen Odegard, Michael Pollack, Poo Bear, Shndo, Skrillex, Jake Torrey, Trackz, Andrew Watt e Ido Zmishlany - Planet Her (Deluxe) - Doja Cat - Colaboración: Eve, Ariana Grande, Gunna, J.I.D, SZA, The Weeknd y Young Thug - Composición: Ilana Armida, Aaron Bow, Rogét Chahayed, Jamil Chammas, Sheldon Yu-Ting Cheung, Antwoine Collins, Amala Zandile Dlamini, Lukasz Gottwald, Ariana Grande, Mayer Hawthorne, Mike Hector, Aaron Horn, Taneisha Damielle Jackson, Linden Jay, Eve Jihan Jeffers, Aynzli Jones, Sergio Kitchens, Carter Lang, Siddharth Mallick, Maciej Margol-Gromada, Kurtis McKenzie, Jidenna Mobisson, Gerard A. Powell II, Geordan Reid-Campbell, Khaled Rohaim, Destin Route, Solána Rowe, Laura Roy, Al Shuckburgh, David Sprecher, Ari Starace, Lee Stashenko, Abel Tesfaye, Rob Tewlow y Jeffery Lamar Williams - Ingeniería/mezcla: Rob Bisel, Jesse Ray Ernster, Serban Ghenea, Clint Gibbs, Rian Lewis, NealHPogue, Tyler Sheppard, Kalani Thompson, Joe Visciano y Jeff Ellis Worldwide - Ingeniería de masterización: Dale Becker y Mike Bozzi - Producción: Aaron Bow, Rogét Chahayed, Crate Classics, Digi, Dr. Luke, f a l l e n, Mayer Hawthorne, Mike Hector, Linden Jay, Aynzli Jones, Kurtis McKenzie, Jason Quenneville, Reef, Khaled Rohaim, Al Shux, Sully, tizhimself, Yeti Beats y Y2K - Happier Than Ever - Billie Eilish - Composición: Billie Eilish O'Connell y Finneas O'Connell - Ingeniería/mezcla: Billie Eilish, FINNEAS y Rob Kinelski - Ingeniería de masterización: John Greenham y Dave Kutch - Producción: FINNEAS - Back of My Mind - H.E.R. - Colaboración: Chris Brown, Cordae, DJ Khaled, Lil Baby, Thundercat, Bryson Tiller, Ty Dolla $ign, YG y Yung Bleu - Composición: Denisia “Blu June” Andrews, Nasri Atweh, Tarik Azzouz, Stacy Barthe, Jeremy Biddle, Nelson “Keyz” Bridges, Chris Brown, Stephen Bruner, Darhyl Camper Jr., Luis Campozano, Louis Kevin Celestin, Anthony Clemons Jr., Steven J. Collins, Ronald “Flip” Colson, Brittany “Chi” Coney, Elijah Dias, Cordae Dunston, Jeff Gitelman, Tyrone Griffin Jr., Priscilla “Priscilla Renea” Hamilton, H.E.R., Charles A. Hinshaw, Chauncey Hollis, Latisha Twana Hyman, Keenon Daequan Ray Jackson, Rodney Jerkins, Dominique Jones, Khaled Khaled, Ron Latour, Gamal “Lunchmoney” Lewis, Mario Luciano, Carl McCormick, Leon McQuay III, Julia Michaels, Maxx Moore, Vurdell “V. Script” Muller, Chidi Osondu, Karriem Riggins, Mike “Scribz” Riley, Seandrea Sledge, Hue Strother, Asa Taccone, Tiara Thomas, Bryson Tiller, Daniel James Traynor, Brendan Walsh, Nicholas Warwar, Jabrile Hashim Willliams, Michael L. Williams II, Robert Williams y Kelvin Wooten - Ingeniería/mezcla: Rafael Fai Bautista, Luis Bordeaux, Dee Brown, Anthony Cruz, Ayanna Depas, Morning Estrada, Chris Galland, H.E.R., Jaycen Joshua, KAYTRANADA, Derek Keota, Omar Loya, Manny Marroquin, Tim McClain, Juan "AyoJuan" Peña, Micah Pettit, Patrizio Pigliapoco, Alex Pyle, Jaclyn Sanchez, Miki Tsutsumi y Tito "Earcandy" Vasquez - Ingeniería de masterización: Colin Leonard - Producción: Tarik Azzouz, Bordeaux, Nelson Bridges, DJ Camper, Cardiak, Cardo, Chi Chi, Steven J. Collins, Flip, Jeff "Gitty" Gitelman, GRADES, H.E.R., Hit-Boy, Rodney "Darkchild" Jerkins, Walter Jones, KAYTRANADA, DJ Khaled, Mario Luciano, Mike Will Made-It, NonNative, NOVA WAV, Scribz Riley, Jeff Robinson, STREETRUNNER, Hue Strother, Asa Taccone, Thundercat, Thurdi y Wu10 - Montero - Lil Nas X - Colaboración: Miley Cyrus, Doja Cat, Jack Harlow, Elton John y Megan Thee Stallion - Composición: Keegan Bach, Denzel Baptiste, David Biral, John Cunningham, Miley Ray Cyrus, Amala Zandile Dlamini, Omer Fedi, Vincent Goodyer, Jack Harlow, Jasper Harris, Montero Hill, Ilsey Juber, Carter Lang, Nick Lee, Roy Lenzo, Thomas James Levesque, Andrew Luce, Michael Olmo, Jasper Sheff, Blake Slatkin, R.L. Stafford, Ryan Tedder, William K. Ward y Kanye West - Ingeniería/mezcla: Denzel Baptiste, David Biral, Jon Castelli, John Cunningham, Jelli Dorman, Tom Elmhirst, Serban Ghenea, John Hanes, Kuk Harrell, Roy Lenzo, Manny Marroquin, Nickie Jon Pabon, Patrizio 'Teezio' Pigliapoco, Blake Slatkin, Drew Sliger, Ryan Tedder y Joe Visciano - Ingeniería de masterización: Chris Gehringer, Eric Lagg y Randy Merrill - Producción: Denzel Baptiste, David Biral, John Cunningham, Omer Fedi, Kuk Harrell, Jasper Harris, KBeaZy, Carter Lang, Nick Lee, Roy Lenzo, Tom Levesque, Jasper Sheff, Blake Slatkin, Drew Sliger, Take A Daytrip, Ryan Tedder y Kanye West - Sour - Olivia Rodrigo - Composición: Daniel Nigro, Olivia Rodrigo y Casey Smith - Ingeniería/mezcla: Ryan Linvill, Mitch McCarthy y Daniel Nigro - Ingeniería de masterización: Randy Merrill - Producción: Alexander 23, Daniel Nigro y Olivia Rodrigo - Evermore - Taylor Swift - Colaboración: Bon Iver, Haim y The National - Composición: Jack Antonoff, William Bowery, Aaron Dessner, Bryce Dessner, Taylor Swift y Justin Vernon - Ingeniería/mezcla: Thomas Bartlett, JT Bates, Robin Baynton, Stuart Bogie, Gabriel Cabezas, CJ Camerieri, Aaron Dessner, Bryce Dessner, Scott Devendorf, Matt DiMona, Jon Gautier, Trevor Hagen, Mikey Freedom Hart, Sean Hutchinson, Josh Kaufman, Benjamin Lanz, Nick Lloyd, Jonathan Low, James McAlister, Dave Nelson, Sean O'Brien, Ryan Olson, Ariel Rechtshaid, Kyle Resnick, Michael Riddleberger, Laura Sisk, Evan Smith, Alex Sopp y Justin Vernon - Ingeniería de masterización: Greg Calbi y Steve Fallone - Producción: Jack Antonoff, Aaron Dessner, Bryce Dessner y Taylor Swift - Donda - Kanye West - Colaboración: Baby Keem, Chris Brown, Conway The Machine, DaBaby, Jay Electronica, Fivio Foreign, Westside Gunn, JAY-Z, Syleena Johnson, Kid Cudi, Lil Baby, Lil Durk, Lil Yachty, The LOX, Marilyn Manson, Playboi Carti, Pop Smoke, Roddy Ricch, Rooga, Travis Scott, Shenseea, Swizz Beatz, Young Thug, Don Toliver, Ty Dolla $ign, Vory, The Weeknd, Westside Gunn y Lil Yachty - Composición: Dwayne Abernathy Jr., Elpadaro F. Electronica Allah, Aswad Asif, Roark Bailey, Durk Banks, Sam Barsh, Christoph Bauss, Louis Bell, Jeff Bhasker, Isaac De Boni, Christopher Brown, Jahshua Brown, Tahrence Brown, Aaron Butts, Warryn Campbell, Hykeem Carter Jr., Jordan Terrell Carter, Shawn Carter, Denzel Charles, Raul Cubina, Isaac De Boni, Kasseem Dean, Michael Dean, Tim Friedrich, Wesley Glass, Samuel Gloade, Kevin Gomringer, Tim Gomringer, Tyrone Griffin Jr., Jahmal Gwin, Cory Henry, Tavoris Javon Hollins Jr., Larry Hoover Jr., Bashar Jackson, Sean Jacob, Nima Jahanbin, Paimon Jahanbin, Syleena Johnson, Dominique Armani Jones, Eli Klughammer, Chinsea Lee, Mike Lévy, Evan Mast, Mark Mbogo, Miles McCollum, Josh Mease, Scott Medcudi, Brian Miller, Rodrick Wayne Moore Jr., Michael Mulé, Mark Myrie, Charles M. Njapa, Nasir Pemberton, Carlos St. John Phillips, Jason Phillips, Khalil Abdul Rahman, Laraya Ashlee Robinson, Christopher Ruelas, David Ruoff, Maxie Lee Ryles III, Matthew Samuels, Daniel Seeff, Eric Sloan Jr., Sean Solymar, Ronald O’Neill Spence Jr., David Styles, Michael Suski, Aqeel Tate, Abel Makkonen Tesfaye, Caleb Zackery Toliver, Bastian Völkel, Brian Hugh Warner, Jacques Webster II, Kanye West, Orlando Wilder, Jeffery Williams y Mark Williams - Ingeniería/mezcla: Josh Berg, Todd Bergman, Rashade Benani Bevel Sr., Will Chason, Dem Jointz, IRKO, Jess Jackson, Nagaris Johnson, Shin Kamiyama, Gimel "Young Guru" Keaton, James Kelso, Scott McDowell, Kalam Ali Muttalib, Jonathan Pfarr, Drrique Rendeer, Alejandro Rodriguez-Dawson, Mikalai Skrobat, Devon Wilson y Lorenzo Wolff - Ingeniería de masterización: Irko - Producción: Allday, Audi, AyoAA, Roark Bailey, Louis Bell, Jeff Bhasker, Boi-1Da, BoogzDaBeast, Warryn Campbell, Cubeatz, David & Eli, Mike Dean, Dem Jointz, Digital Nas, DJ Khalil, DRTWRK, 88-Keys, E.Vax, FNZ, Gesaffelstein, Nikki Grier, Cory Henry, Ronny J, DJ Khalil, Wallis Lane, Digital Nas, Nascent, Ojivolta, Shuko, Sloane, Sean Solymar, Sucuki, Arron “Arrow” Sunday, Swizz Beatz, Zen Tachi, 30 Roc, Bastian Völkel, Mia Wallis, Kanye West, Wheezy y Jason White |

### Canción del año
| Ganador/a | Nominaciones |
| --- | --- |
| - «Leave the Door Open» - Silk Sonic - Composición: Brandon Anderson, Christopher Brody Brown, Dernst Emile II y Bruno Mars | - «Bad Habits» - Ed Sheeran - Composición: Fred Gibson, Johnny McDaid y Ed Sheeran - «A Beautiful Noise» - Alicia Keys y Brandi Carlile - Composición: Ruby Amanfu, Brandi Carlile, Brandy Clark, Alicia Keys, Hillary Lindsey, Lori McKenna, Linda Perry y Hailey Whitters - «Drivers License» - Olivia Rodrigo - Composición: Daniel Nigro y Olivia Rodrigo - «Fight for You» - H.E.R. - Composición: Dernst Emile II, H.E.R. y Tiara Thomas - «Happier Than Ever» - Billie Eilish - Composición: Billie Eilish O'Connell y Finneas O'Connell - «Kiss Me More» - Doja Cat - Colaboración: SZA - Composición: Rogét Chahayed, Amala Zandile Dlamini, Lukasz Gottwald, Carter Lang, Gerard A. Powell II, Solána Rowe y David Sprecher - «Leave the Door Open» - Silk Sonic - Composición: Brandon Anderson, Christopher Brody Brown, Dernst Emile II y Bruno Mars - «Montero (Call Me by Your Name)» - Lil Nas X - Composición: Denzel Baptiste, David Biral, Omer Fedi, Montero Hill y Roy Lenzo - «Peaches» - Justin Bieber - Colaboración: Giveon y Daniel Caesar - Composición: Louis Bell, Justin Bieber, Giveon Dezmann Evans, Bernard Harvey, Felisha "Fury" King, Matthew Sean Leon, Luis Manuel Martinez Jr., Aaron Simmonds, Ashton Simmonds, Andrew Wotman y Keavan Yazdani - «Right on Time» - Brandi Carlile - Composición: Brandi Carlile, Dave Cobb, Phil Hanseroth y Tim Hanseroth |

### Mejor artista nuevo
| Ganador/a        | Nominaciones |
| ---------------- | --- |
| - Olivia Rodrigo | - Jimmie Allen - Baby Keem - Finneas - Glass Animals - Japanese Breakfast - The Kid Laroi - Arlo Parks - Olivia Rodrigo - Saweetie |

## Categorías específicas

### Pop
| Mejor álbum vocal de pop - Sour - Olivia Rodrigo - Justice (Triple Chucks Deluxe) - Justin Bieber - Planet Her (Deluxe) - Doja Cat - Happier Than Ever - Billie Eilish - Positions - Ariana Grande                        | Mejor álbum vocal de pop tradicional - Love for Sale - Tony Bennett y Lady Gaga - Til We Meet Again (Live) - Norah Jones - A Tory Kelly Christmas - Tori Kelly - Ledisi Sings Ninav - Ledisi - That's Life - Willie Nelson - A Holly Dolly Christmas - Dolly Parton |
| Mejor interpretación de dúo o grupo pop - «Kiss Me More» - Doja Cat con SZA - «I Get a Kick Out of You» - Tony Bennett y Lady Gaga - «Lonely» - Justin Bieber y Benny Blanco - «Butter» - BTS - «Higher Power» - Coldplay | Mejor interpretación pop solista - «Drivers License» - Olivia Rodrigo - «Anyone» - Justin Bieber - «Right On Time» - Brandi Carlile - «Happier Than Ever» - Billie Eilish - «Positions» - Ariana Grande                                                             |

### Danceyelectrónica
| Mejor álbum dance o electrónica - Subconsciously - Black Coffee - Fallen Embers - ILLENIUM - Music is the Weapon - Major Lazer - Shockwave - Marshmello - Free Love - Sylvan Esso - Judgement - Ten City | Mejor grabación dance - «Hero» - Afrojack y David Guetta - Producción: Afrojack, David Guetta, Kuk Harrell y Stargate - Mezcla: Elio Debets - «Loom» - Ólafur Arnalds con Bonobo - Producción: Ólafur Arnalds y Simon Green - Mezcla: Ólafur Arnalds - «Before» - James Blake - Producción: James Blake y Dom Maker - Mezcla: James Blake - «Heartbreak» - Bonobo y Totally Enormous Extinct Dinosaurs - Producción: Simon Green y Orlando Higginbottom - Mezcla: Simon Green y Orlando Higginbottom - «You Can Do It» - Caribou - Producción: Dan Snaith - Mezcla: David Wrench - Alive - Rüfüs Du Sol - Producción: Jason Evigan y Rüfüs Du Sol - Mezcla: Cassian Stewart-Kasimba - «The Business» - Tiësto - Producción: Hightower, Julia Karlsson y Tiësto - Mezcla: Tiësto |

### Instrumental contemporánea
| Mejor álbum instrumental contemporáneo \| - Double Dealin - Randy Brecker & Eric Marienthal - The Garden - Rachel Eckworth - Tree Falls - Taylor Eigsti \| - At Blue Note Tokyo - Steve Gadd Band - Deep: The Baritone Sessions, Vol. 2 - Mark Lettieri \| |                                                                                              |
| - Double Dealin - Randy Brecker & Eric Marienthal - The Garden - Rachel Eckworth - Tree Falls - Taylor Eigsti | - At Blue Note Tokyo - Steve Gadd Band - Deep: The Baritone Sessions, Vol. 2 - Mark Lettieri |

### Rock
| Mejor interpretación de rock - «Shot in the Dark» - AC/DC - «Know You Better (Live from Capital Studio A)» - Black Pumas - «Nothing Compare 2 U» - Chris Cornell - «Ohms» - Deftones - «Making a Fire» - Foo Fighters | Mejor interpretación de metal - «Genesis» - Deftones - «The Alien» - Dream Theater - «Amazonia» - Gojira - «Pushing the Tides» - Mastodon - «The Triumph of King Freak (A Crypt of Preservation and Superstition)» - Rob Zombie |
| Mejor canción de rock - «All My Favorite Songs» - Weezer - «The Bandit» - Kings of Leon - «Distance» - Mammoth WVH - «Find My Way» - Paul McCartney - «Waiting on a War» - Foo Fighters                               | Mejor álbum de rock - Power Up - AC/DC - Capital Cuts - Live from Studio A - Black Pumas - No One Sings Like You Anymore Vol. 1 - Chris Cornell - Medicine at Midnight - Foo Fighters - McCartney III - Paul McCartney          |

### Alternativa
| Mejor álbum de alternativa \| - Shore - Fleet Foxes - If I Can't Have Love, I Want Power - Halsey - Jubilee - Japanese Breakfast \| - Collapsed in Sunbeams - Arlo Parks - Daddy's Home - St. Vincent \| |                                                                   |
| - Shore - Fleet Foxes - If I Can't Have Love, I Want Power - Halsey - Jubilee - Japanese Breakfast | - Collapsed in Sunbeams - Arlo Parks - Daddy's Home - St. Vincent |

### R&B
| Mejor interpretación de R&B - «Lost You» - Snoh Aalegra - «Peaches» - Justin Bieber ft. Daniel Caesar & Giveon - «Damage» - H.E.R. - «Leave the Door Open» - Silk Sonic - «Pick Up Your Feelings» - Jazmine Sullivan | Mejor interpretación R&B tradicional - «I Need You» - Jon Batiste - «Bring It on Home to Me» - BJ The Chicago Kid, PJ Morton & Kenyon Dixon ft. Charlie Bereal - «Born Again» - Leon Bridges ft. Robert Glasper - «Fight for You» - H.E.R. - «How Much Can a Heart Take» - Lucky Daye ft. Yebba |
| Mejor canción de R&BPremios a los escritores - «Damage» - H.E.R. - «Good Days» - SZA - «Heartbreak Anniversary» - Giveon - «Leave the Door Open» - Silk Sonic - «Pick Up Your Feelings» - Jazmine Sullivan           | Mejor álbum de R&B progresivo - New Light - Eric Bellinger - Something to Say - Cory Henry - Mood Valiant - Hiatus Kaiyote - Table for Two - Lucky Daye - Dinner Party: Dessert - Terrace Martin, Robert Glasper, 9th Wonder & Kamasi Washington - Studying Abroad: Extended Stay - Masego      |
| Mejor álbum de R&B - Temporary Highs In The Violet Skies - Snoh Aalegra - We Are - Jon Batiste - Gold-Diggers Sound - Leon Bridges - Back of My Mind - H.E.R. - Heaux Tales - Jazmine Sullivan                       | |

### Rap
| Mejor interpretación de rap - «Family Ties» - Baby Keem ft. Kendrick Lamar - «Up» - Cardi B - «M Y . L I F E» - J. Cole ft. 21 Savage & Morray - «Thot Shit» - Megan Thee Stallion                                                                         | Mejor interpretación de rap melódico - <<Jail>> - Kanye West ft. JAY Z - «P R I D E . I S . T H E . D E V I L» - J. Cole ft. Lil Baby - «Need to Know» - Doja Cat - «Industry Baby» - Lil Nas X ft. Jack Harlow - «Wusyaname» - Tyler, the Creator ft. YoungBoy Never Broke Again & Ty Dolla $ign - «Hurricane» - Kanye West ft. The Weeknd & Lil Baby |
| Mejor canción de rapPremio a los escritores - «Bath Salts» - DMX ft. Jay-Z & Nas - «Best Friend» - Saweetie ft. Doja Cat - «Family Ties» - Baby Keem ft. Kendrick Lamar - «Jail» - Kanye West ft. Jay-Z - «M Y . L I F E» - J. Cole ft. 21 Savage & Morray | Mejor álbum de rap - The Off-Season - J. Cole - King's Desease II - Nas - Call Me If You Get Lost - Tyler, the Creator - Donda - Kanye West |

### Country
| Mejor interpretación solista de country - «Forever After All» - Luke Combs - «Remember Her Name» - Mickey Guyton - «All I Do is Drive» - Jason Isbell - «camera roll» - Kacey Musgraves - «You Should Probably Leave» - Chris Stapleton                      | Mejor interpretación dúo o grupo de country - «If I Didn't Love You» - Jason Aldean & Carrie Underwood - «Younger Me» - Brothers Osborne - «Glad You Exist» - Dan + Shay - «Chasing After You» - Ryan Hurd & Maren Morris - «Drunk (And I Don't Wanna Come Home)» - Elle King & Miranda Lambert |
| Mejor canción de countryPremio a los escritores - «Better Than We Found It» - Maren Morris - «camera roll» - Kacey Musgraves - «Cold» - Chris Stapleton - «Country Again» - Thomas Rhett - «Fancy Like» - Walker Hayes - «Remember Her Name» - Mickey Guyton | Mejor álbum de country - Skeletons - Brothers Osborne - Remember Her Name - Mickey Guyton - The Marfa Tapes - Miranda Lambert, Jon Randall & Jack Ingram - The Ballad of Dood & Juanita - Sturgill Simpson - Starting Over - Chris Stapleton                                                    |

### New Age
| Mejor álbum de new age - Brothers - Will Ackerman, Jeff Oster & Tom Eaton - Divine Tides - Stewart Copeland & Ricky Kej - Pangaea - Wouter Kellerman & David Arkenstone - Night + Day - Opium Moon - Pieces of Forever - Laura Sullivan |

### Jazz
| Mejor solo improvisado de jazz - Sackodougou - Christian Scott aTunde Adjuah - Kick Those Feet - Kenny Barron - Bigger Than Us - Jon Batiste - Absence - Terence Blanchard - Humpty Dumpty (Set 2) - Chick Corea | Mejor álbum vocal de jazz - Generations - The Baylor Project - SuperBlue - Kurt Elling & Charlie Hunter - Time Traveler - Nnenna Freelon - Flor - Gretchen Parlato - Songwrights Apothecary Lab - Esperanza Spalding                                                                       |
| Mejor álbum instrumental de jazz - Jazz Selections: Music From And Inspired By Soul - Jon Batiste - Absence - Terence Blanchard ft. The E Collective And The Turtle Island Quartet - Skyline - Ron Carter, Jack DeJohnette & Gonzalo Rubalcaba - Akoustic Band LIVE - Chick Corea, John Patitucci & Dave Weckl - Side-Eye NYC (V1.IV) - Pat Metheny | Mejor álbum de jazz conjunto - Live At Birdland! - The Count Basie Orchestra directed by Scotty Barnhart - Dear Love - Jazzmeia Horn and Her Noble Force - For Jimmy, Wes And Oliver - Christian McBride Big Band - Swirling - Sun Ra Arkestra - Jackets XL - Yellowjackets + WDR Big Band |
| Mejor álbum de jazz latino - Mirror Mirror - Eliane Elias with Chick Corea and Chucho Valdés - The South Bronx Story - Carlos Henriquez - Virtual Birdland - Arturo O'Farrill & The Afro Latin Jazz Orchestra - Transparency - Dafnis Prieto Sextet - El arte del bolero - Miguel Zenón & Luis Perdomo                                              | |